# Њуфолден (Минесота)
Њуфолден (енгл. Newfolden) град је у америчкој савезној држави Минесота.

## Демографија
По попису из 2010. године број становника је 368, што је 6 (1,7%) становника више него 2000. године.
| Група             | 2000.       | 2010.       |
| Белци             | 357 (98,6%) | 357 (97,0%) |
| Афроамериканци    | 2 (0,6%)    | 1 (0,3%)    |
| Азијати           | 0 (0,0%)    | 0 (0,0%)    |
| Хиспаноамериканци | 3 (0,8%)    | 0 (0,0%)    |
| Укупно            | 362         | 368         |